# جو اف. ادواردز جونیور
جو فرانک ادواردز جونیور (به انگلیسی: Joe Frank Edwards, Jr.) فضانورد اهل کشور ایالات متحده آمریکا است که در ۳ فوریهٔ ۱۹۵۸ میلادی در ریچموند، ویرجینیا زاده شد. وی در مأموریت اس‌تی‌اس-۸۹ حضور داشته است.